# Lasserg
Lasserg ist ein Stadtteil von Münstermaifeld im Landkreis Mayen-Koblenz in Rheinland-Pfalz. Bis zur Eingemeindung am 31. Dezember 1975 war Lasserg eine eigenständige Gemeinde.

## Geographische Lage
Lasserg liegt am Hang des Moseltals gegenüber der Ortsgemeinde Burgen. Der am Bur entspringende Krebsbach mündet in Nähe der Burg Bischofstein in die Mosel.
Östlich von Lasserg befindet sich ein offizieller Gleitschirmstartplatz. Von dort aus hat man einen schönen Blick in das Moseltal.

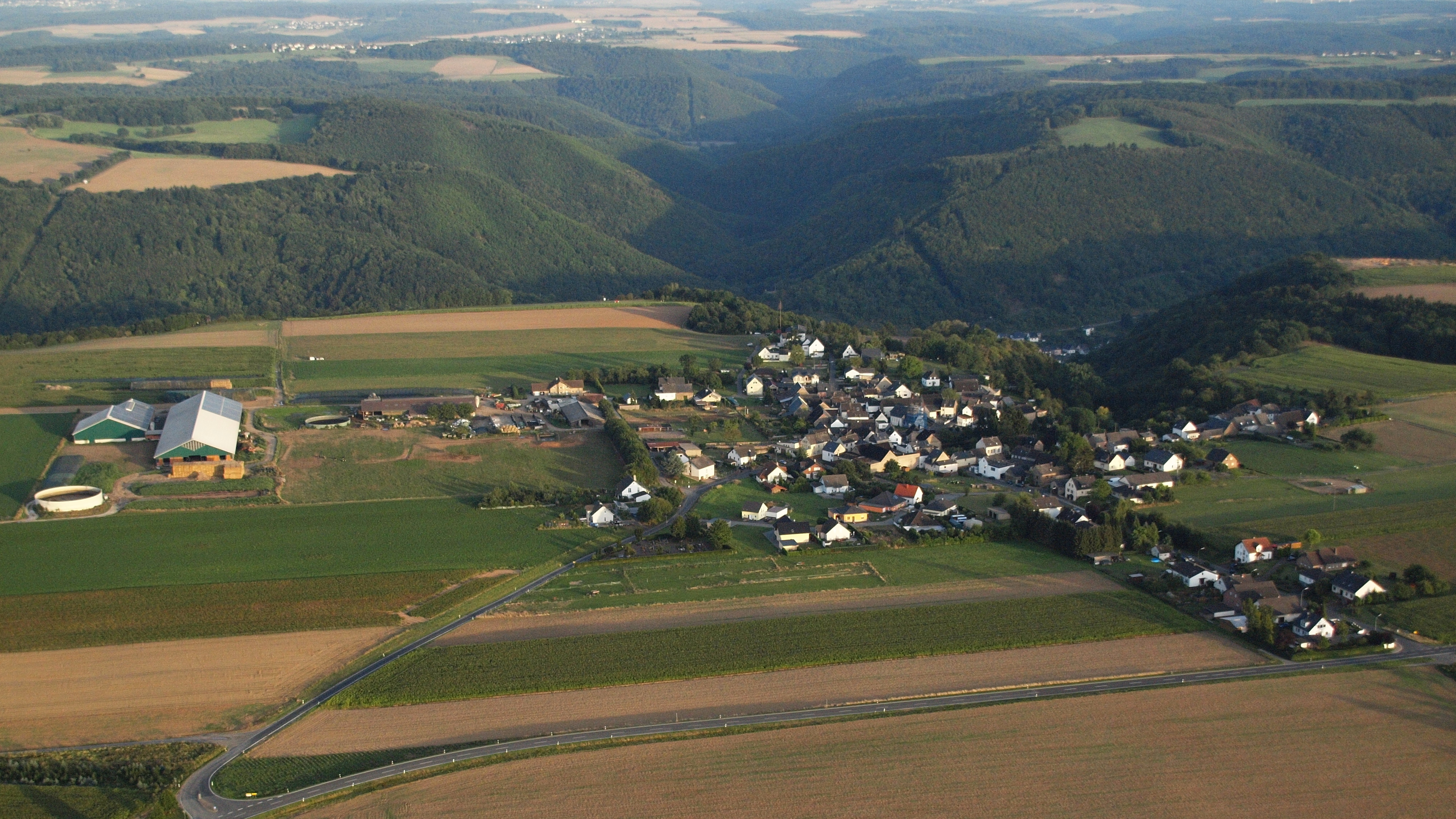
Lasserg, Luftaufnahme (2015)

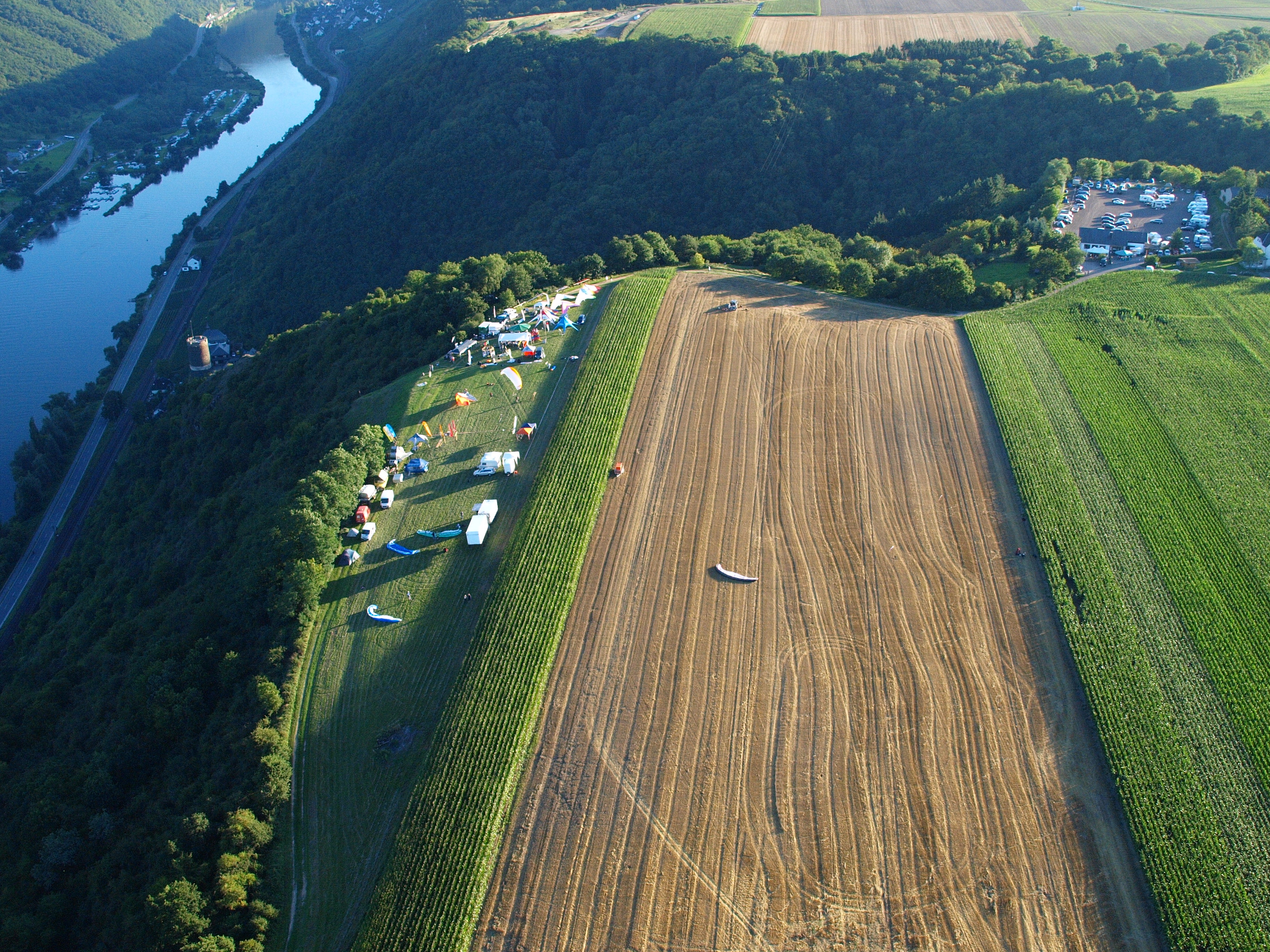
Der Gleitschirmstartplatz 200 Meter östlich von Lasserg mit Burg Bischofstein.

## Geschichte
Ende des 12. Jahrhunderts wird der Ort erstmals im so genannten Liber annalium iurium, einem trierischen Besitzverzeichnis, als Lissarie erwähnt. Trotz der Nähe zur Stadt Münstermaifeld fehlen für Lasserg Hinweise auf große Besitzungen adliger Familien und geistlicher Institutionen.

## Politik
Der Stadtteil Lasserg ist einer von fünf Ortsbezirken, die per Hauptsatzung in Münstermaifeld gebildet wurden. Die Wahl eines Ortsbeirats ist nicht vorgesehen.
Thomas Scharbach wurde am 9. Juli 2024 Ortsvorsteher von Lasserg. Bei der Direktwahl am 9. Juni 2024 war er als einziger Bewerber mit einem Stimmenanteil von 94,2 % für fünf Jahre gewählt worden.
Scharbachs Vorgängerin Heike Brücher hatte das Amt 13 Jahre ausgeübt.

## Sehenswürdigkeiten
Kirche zu St. Benedikt
Die Kirche, die nach dem heiligen Benedikt benannt ist, befindet sich im Ortskern von Lasserg. Da ihr Kern romanisch ist, kann man ihre Erbauung auf das 13. Jahrhundert schätzen. Der Umbau erfolgte 1729.
Burg Bischofstein
Die im 13. Jahrhundert durch Arnold II. von Trier errichtete Burg liegt zwischen Lasserg und Burgen nördlich der Mosel, in der Gemarkung von Lasserg. Sie wurde 1689, im Pfälzischen Erbfolgekrieg, durch die französischen Truppen Ludwig XIV. zerstört. Sie wird als   Schullandheim genutzt, zunächst durch das Fichte-Gymnasium Krefeld und nach dessen Fusion durch das Hannah-Arendt-Gymnasium in Krefeld.